# Plouen pedres
Plouen pedres (en anglès Raining Stones) és una pel·lícula britànica dirigida el 1993 per Ken Loach i protagonitzada per Bruce Jones, Julie Brown, Ricky Tomlinson, Tom Hickey i Gemma Phoenix. Ha estat doblada al català i emesa per TV3 el 23 d'octubre de 1999.

## Argument
Bob (Bruce Jones) és un pare de família que passa dels 40 anys i es queda sense treball. Viu amb la seva família en un barri pobre al nord d'Anglaterra. Malgrat totes les penúries, intentarà, com a bon catòlic, que la seva filla Coleen (Gemma Phoenix) porti el millor vestit el dia de la seva Primera comunió.

## Repartiment
- Bruce Jones – Bob
- Julie Brown – Anne
- Gemma Phoenix – Coleen
- Ricky Tomlinson – Tommy
- Tom Hickey – Pare Barry
- Mike Fallon – Jimmy
- Ronnie Ravey – Carnisser
- Lee Brennan – Irlandès
- Karen Henthorn – Jove mare
- Christine Abbott – May
- Geraldine Ward – Tracey
- William Ash – Joe
- Matthew Clucas – Sean
- Anna Jaskolka – Botiguer
- Jonathan James – Tansey
- Ken Strath - Councillor Strath

## Premis
46è Festival Internacional de Cinema de Canes
| Categoria       | Candidat      | Resultat   |
| --------------- | ------------- | ---------- |
| Premi del Jurat | Plouen pedres | Guanyadora |

Medalles del Cercle d'Escriptors Cinematogràfics de 1993
| Categoria                  | Candidat      | Resultat   |
| -------------------------- | ------------- | ---------- |
| Millor película estrangera | Plouen pedres | Guanyadora |